# Tunu Bibi
Tunu Bibi (Tunubibi, Tonobibi, Tonabibie) ist eine osttimoresische Aldeia im Suco Tapo/Memo (Verwaltungsamt Maliana, Gemeinde Bobonaro). Der Name des Ortes bedeutet wörtlich übersetzt „gegrillte Ziege“. 2015 lebten in der Aldeia 773 Menschen.

## Geographie und Einrichtungen
Tunu Bibi liegt im Westen des Sucos Tapo/Memo. Nordwestlich befindet sich die Aldeia Manu Aman und südwestlich die Aldeia Lepuguen. Im Norden umschließt Tunu Bibi im Süden und Osten die zum Suco Holsa gehörende Aldeia Secar. Im Nordosten grenzt Tunu Bibi an die Sucos Odomau und Ritabou. Hier ist der Sosso der Grenzfluss. Im Südwesten markiert der Malibaca (auch Mathiaca) die Grenze zum indonesischen Westtimor. Beide Flüsse gehören zum Flusssystem des Nunura.
Das Dorf Tunu Bibi liegt an der Überlandstraße von Maliana nach Balibo. Der nordwestliche Teil des Ortes liegt im Suco Holsa. Im Teil, der zu Tapo/Memo gehört befinden sich der Busterminal Tunu Bibi, das Immigrationsbüro, die Kapelle São Francico Xavier, das Klarissenkloster Mosteiro de Santa Clara und eine Grundschule. Südlich des Ortes ist der Stützpunkt Mozon der Kompanie Alpha der Unidade de Patrulhamento de Fronteira (UPF). Weiter im Norden steht eine Sendeanlage der Telkomcel.

## Geschichte
Am 19. September 2003 erschoss der osttimoresische Polizist Agustini Barros den aus Osttimor stammenden Indonesier Vegas Biliatu im Grenzgebiet zwischen Tunu Bibi und dem indonesischen Turiskain (Distrikt Raihat, Regierungsbezirk Belu). Laut Angaben der indonesischen Polizei war das Opfer durch die Polizeipatrouille gewarnt worden, osttimoresisches Gebiet zu betreten, woraufhin Vegas seine Pfeile auf die Polizisten richtete. Zu diesem Zeitpunkt war der Grenzverlauf in diesem Bereich bereits durch die Nachbarstaaten definiert, aber noch nicht klar markiert worden.
Am 6. Januar 2006 wurden drei Indonesier an der Grenze bei Turiskain auf dem Malibaca von osttimoresischen Polizisten erschossen. Laut indonesischen Militärquellen waren die drei Opfer beim Fischen, als ohne Vorwarnung auf sie das Feuer eröffnet wurde. Jakarta protestierte heftig. Nach dem Vorfall kam es zu Vergewaltigungen von osttimoresischen Frauen.
Am 2. Dezember 2020 zerstörte ein kleiner Tornado Teile der Schule von Tunu Bibi.

## Politik
2023 wurde Paulo Fernando zum Chefe de Aldeia gewählt.